# Association sportive de la Police de Bamako
Pour les articles homonymes, voir AS Police.
L'AS Police est un club omnisports malien basé à Bamako.

## Basket-ball
L'équipe masculine de basket-ball remporte le Championnat du Mali à trois reprises : en 2017, en 2019 et en 2020. Elle remporte la Coupe du Mali  en 2011, en 2015 et en 2020 et la Supercoupe du Mali en 2021.
L'équipe féminine de basket-ball remporte son premier Championnat du Mali en 2020 et la Coupe du Mali la même année, et est finaliste de la Supercoupe du Mali en 2021.

## Football
Les footballeurs évoluent en première division du Championnat du Mali depuis 2010.

## Handball
Les handballeurs remportent le  Championnat du Mali en 2021 et en 2022.